# Khongapani
Khongapani è una suddivisione dell'India, classificata come census town, di 17.865 abitanti, situata nel distretto di Korea, nello stato federato del Chhattisgarh. In base al numero di abitanti la città rientra nella classe IV (da 10.000 a 19.999 persone).

## Geografia fisica
La città è situata a 23° 11' 55 N e 82° 14' 28 E.

## Società

### Evoluzione demografica
Al censimento del 2001 la popolazione di Khongapani assommava a 17.865 persone, delle quali 9.455 maschi e 8.410 femmine. I bambini di età inferiore o uguale ai sei anni assommavano a 2.551, dei quali 1.324 maschi e 1.227 femmine. Infine, coloro che erano in grado di saper almeno leggere e scrivere erano 10.740, dei quali 6.567 maschi e 4.173 femmine.